# Fair value
La definizione del concetto di fair value (in italiano valore equo) trova una delle sue fonti più autorevoli nei principi contabili internazionali IAS/IFRS, che lo qualificano come «il corrispettivo al quale un'attività può essere scambiata, o una passività estinta, tra parti consapevoli e disponibili, in una transazione tra terzi indipendenti».
S'individuano, quindi, nel concetto gli elementi fondamentali del consenso e della consapevolezza delle parti, nonché quello della piena libertà della contrattazione, cioè la mancanza di vincoli che obblighino o forzino i soggetti a concludere l'operazione.
In pratica è una stima del potenziale valore di mercato di un bene, servizio o attività.

## Il concetto difair value
La nozione di fair value, di rilievo internazionale, funge da punto di partenza per una più approfondita analisi del concetto, la quale deve necessariamente passare dalla traduzione ed interpretazione del termine.
In merito possono riscontrarsi molteplici soluzioni, tutte degne di menzione. Il fair value è stato reso in termini di:
- "valore corretto" -  Questa traduzione, implicando l'univocità del valore, contrasta con la determinazione stessa del fair value, che fa ricorso spesso ad una pluralità di criteri alternativi. Quindi appaiono inadeguate definizioni che si riferiscono a condizioni di certezza e correttezza, essendo il fair value concetto relativo;
- "valore coerente o congruo" (con i principi contabili e giuridici) - Al contrario della precedente tale definizione è eccessivamente relativa, perché non indica concretamente l'indirizzo valutativo da adottare e quindi non è aderente alla natura convenzionale e normalizzatrice del criterio;
- "valore non fuorviante" - In questo caso si pone l'accento sulla funzione informativa del fair value, come principio in grado di offrire una migliore rappresentazione della situazione patrimoniale e della redditività aziendale, ma si coglie solo uno dei molteplici aspetti del problema, il quale peraltro è più un effetto dell'applicazione del principio, che un suo fattore di definizione;
- "valore neutrale o privo di distorsioni" - Qui ci si riconduce a condizioni di oggettività e neutralità, postulando una perfetta equidistanza dai diversi portatori d'interessi che ruotano attorno all'azienda (stakeholders), nonché l'estraneità da politiche di bilancio, per la manipolazione del risultato d'esercizio. Il concetto configura un valore medio, asettico, e di conseguenza incompatibile con l'orientamento prevalente della dottrina aziendalistica che sostiene comunque la soggettività e la relatività di qualsiasi configurazione e metrica del valore;
- "valore corrente o di mercato" - Valore di realizzazione desumibile da prezzi e quotazioni espressi su mercati attivi, stabili ed efficienti. In tale ipotesi possono sorgere difficoltà nel caso in cui non sia disponibile un mercato con le caratteristiche suddette e comunque si ottiene un'eccessiva volatilità ed instabilità del valore. È una visione parziale del concetto, il quale presenta innumerevoli sfaccettature che non si possono appiattire sul solo market value.

Volendo giungere ad una sintesi delle componenti su espresse, al fine di considerarne le diverse caratteristiche, potremmo definire il fair value come un criterio capace di esprimere il potenziale valore di un elemento patrimoniale, in maniera indipendente ed oggettiva, tenendo in considerazione sia le condizioni di mercato sia le specifiche peculiarità dell'elemento oggetto di valutazione.
Di conseguenza esso non si configura come un vero e proprio prezzo, ma come una grandezza monetaria che esprime un valore attorno al quale possono incontrarsi i consensi di due parti intenzionate allo scambio, e che, in quanto tale non risente di condizionamenti soggettivi, derivanti da caratteristiche dei contraenti. Inoltre il fair value non s'identifica con il valore di mercato attuale ma incorpora tutti quei fattori che intervengono per rendere la transazione da potenziale ad effettiva: ulteriori costi da sostenere, probabili modifiche del prezzo al momento dello scambio, future dinamiche aziendali ecc.
Nonostante questo allontanamento dal prezzo di mercato, c'è da notare come il criterio trascuri ancora un aspetto fondamentale del valore di beni inseriti in complessi economici in funzionamento. I cespiti e le attività facenti parte di un'azienda cioè parte di quel complesso di beni organizzati per l'esercizio dell'attività d'impresa, avranno un valore diverso rispetto a quello di realizzo esterno, in quanto non destinati alla vendita, bensì ad essere utilizzati in processi produttivi ed in cicli economici di cui sono parte integrante. Da qui la necessità di quantificarli non al valore di scambio, seppur adattato, ma in base al contributo economico futuro, che questi potranno dare alla gestione aziendale, il quale dipende dalle sinergie con gli altri beni e dalle aspettative interne all'impresa che possono divergere da quelle del mercato. Ed infatti il fair value viene adottato non indiscriminatamente per tutti gli elementi patrimoniali ma solo per quelli (vedi, ad esempio, gli strumenti finanziari di trading) per i quali tale valore è più significativo del costo storico ammortizzato, in quanto si tratta di attività d'immediato realizzo e la cui utilità non viene modificata sostanzialmente, dall'utilizzo in una combinazione produttiva.

## Ilfair valueimmobiliare
Per quanto attiene all'applicazione del concetto di Fair Value al settore immobiliare, le norme contabili IAS/IFRS indicano:
«Il fair value di terreni e fabbricati è usualmente determinato da evidenze ricavate dal mercato tramite una valutazione immobiliare redatta di norma da un valutatore professionalmente qualificato (IAS 16 par. 32)».
«Se per il fair value non esistono evidenze ricavate dal mercato a motivo della natura speciale della tipologia di immobile ... e tale tipologia e raramente compravenduta, salvo quando essa è parte di una più vasta attività continuativa, si può aver necessità di stimare il fair value tramite l'utilizzo di un approccio finanziario o di un approccio di costo di sostituzione deprezzato. (IAS 16, par. 33)»
L'inquadramento completo del concetto in esame viene riportato dagli International Valuation Standards 2005, IVA 1, che tratta di Valuation for Financial Reporting.